# Tom Savini

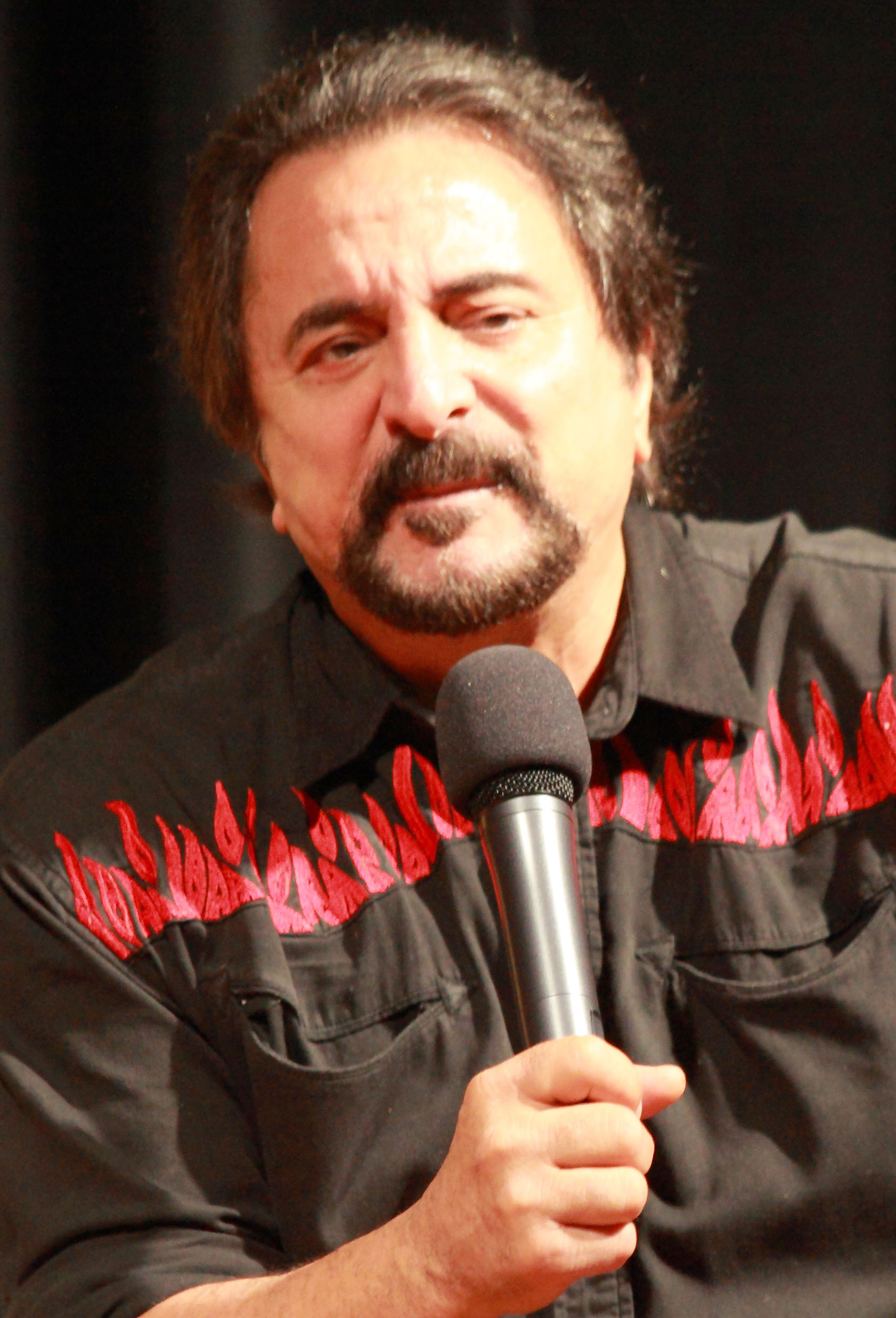
Tom Savini (2014)

Tom Savini (* 3. November 1946 in Pittsburgh, Pennsylvania) ist ein US-amerikanischer Maskenbildner und Spezialeffektkünstler, Stuntman, Schauspieler und Regisseur.

## Leben
Tom Savini wuchs in Bloomfield, Pennsylvania auf. Schon in seiner Kindheit wünschte er sich, Schauspieler zu werden. Im Alter von 12 Jahren weckte der James-Cagney-Film Der Mann mit den 1000 Gesichtern sein Interesse für die Maskenbildnerei. Durch diese Kunst erhoffte er sich auch Vorteile für seinen Einstieg ins Filmgeschäft. Da es zu jener Zeit noch kaum Anlaufstellen für Interessierte gab, war er gezwungen, sich das nötige Wissen selbst anzueignen. Indem er sein Gesicht vor dem Spiegel „entstellte“, übte er seine Fertigkeiten. Ein frühes Idol auf diesem Gebiet war Dick Smith. Er war auch der Einzige, der dazu bereit war, Informationen über Make-up-Techniken preiszugeben.
In seinen Highschool-Jahren besuchte ein damals noch unbekannter George A. Romero Savinis Schule in Pittsburgh, um Darsteller für seinen Film Whine of the Fawn High School zu suchen. Savini kam in die engere Auswahl, jedoch wurde das Projekt aus finanziellen Gründen nie realisiert. Als George Romero sein Erstlingswerk Die Nacht der lebenden Toten vorbereitete, erinnerte er sich an Tom und bot ihm Arbeit als Maskenbildner an. Bevor die Dreharbeiten begannen, wurde er jedoch nach Vietnam eingezogen.
Als Kriegsfotograf nutzte er die Gelegenheit, anatomische Kenntnisse aus erster Hand zu sammeln. Nach seiner Rückkehr verhalf ihm die Erfahrung als Fotograf zur Arbeit als Still-Photographer für Bob Clarkes Film Deathdream. Für Clarkes nächsten Film, Deranged, leitete er bereits das Make-Up Department. Die folgenden Jahre verbrachte er tagsüber als Fotograf und nachts als Schauspieler, Maskenbildner, Spezialeffektkünstler und Stuntman für drei verschiedene Theater in North Carolina.

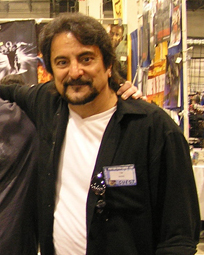
Savini auf einer Messe (2007)

Tom Savini studierte Regie und Schauspiel an der Carnegie Mellon University, als ihn das Schicksal wieder mit George Romero zusammenführte. In Martin übernahm er neben seinen üblichen Tätigkeiten auch eine größere Rolle. Nach einer kurzen Rückkehr zum regionalen Theater gelang ihm der endgültige Durchbruch mit der Arbeit an dem Zombieklassiker Zombie. Es folgten Engagements für Filme wie Freitag der 13., Maniac, Aura, Creepshow und Knightriders. Er galt nunmehr als Größe seines Fachs.
1996 bekam er ein Rollenangebot von Robert Rodriguez für From Dusk Till Dawn. Quentin Tarantino schlug ihn als Vietnamveteran „Frost“ vor. Savini bevorzugte jedoch eine andere Figur, die er schließlich auch bekam: die des Bikers „Sex-Machine“.

## Regie
Für eine Episode der Horrorserie Tales from the Darkside stand er 1984 erstmals hinter der Kamera.
Sechs Jahre später nahm er mit Langzeitfreund George Romero die Neuverfilmung des Horrorklassikers Die Nacht der lebenden Toten in Angriff. Romero überarbeitete sein Originaldrehbuch aus den 1960er Jahren mit Anregungen von Savini. Aufgrund beträchtlicher kreativer Einschränkungen von Seiten des Studios, die Gewaltdarstellungen und andere künstlerische Fragen betreffend, war Savini mit dem Endprodukt nicht ganz einverstanden. Ihm zufolge war das Endprodukt nur zu 40 Prozent so, wie er es sich vorgestellt hatte.
Für den Kurzfilm Chill Factor: House Call kehrte er 2004 auf den Regiestuhl zurück. 2012 führte er beim Segment „Wet Dreams“ von der Horror-Anthology The Theatre Bizarre die Regie, die anderen Segments drehten Richard Stanley, Buddy Giovinazzo, Douglas Buck, Karim Hussain, David Gregory und Jeremy Kasten.

## Special Make-Up Effect Program
Savinis Ruf und seine Fähigkeiten weckten Jeff Imbrecias Interesse. Der Leiter des „Douglas Education Center“ in Pennsylvania trat mit dem Vorschlag an Savini heran, eine Make-up- und SFX-Schule zu eröffnen. Da es seiner Meinung nach keine zufriedenstellende Einrichtung dieser Art gab, nahm er das Angebot an.
Tom Savini’s Special Make-Up Effect Program bietet Schülern aus aller Welt, auch solchen ohne Vorkenntnisse, einen 15-monatigen Kurs an, in dem sie die Kunst der Make-up-Effekte aus erster Hand erlernen können. Zu den Lehrern zählen neben Tom Savini auch Maskenbildner wie Rod Carter (Dogma, Der Patriot), Emmy-Gewinner Jerry Gergley (Babylon 5, Buffy, Das Schweigen der Lämmer) und Fred Vogel (August Underground). Savini schuf auch die Spezialeffekte und das Make-up für die Theaterproduktion von F.W. Murnaus Nosferatu – Eine Symphonie des Grauens, welche im April 2012 in New Jersey lief.

## Terrormania
2002 trat Jeff Imbrecia erneut mit einer Geschäftsidee an Savini heran. Gemeinsam mit Gary Mandarino übernahm Savini die künstlerische Gestaltung der Terrormania, einer Menagerie des Grauens, in dem der zahlende Besucher durch etwa 30 Horrorszenarien geführt wird. Im Gegensatz zu gängigen Horrorattraktionen wurde hier auf Realismus, nicht ungleich Savinis bekannter „Gore-Effekte“, gesetzt. Die Eröffnung folgte 2003 in Monessen, Pittsburgh. Die Terrormania verzeichnete im ersten Jahr 15.000 Besucher, von denen 20 vor Ende der Vorführung hinausgeleitet werden mussten. Ein Jahr später konnte die Attraktion bereits 230.000 Besucher verzeichnen.

## Filmografie (Auswahl)

### Als Schauspieler
- 1977: Martin
- 1978: Zombie (Dawn of the Dead)
- 1980: Maniac
- 1981: Knightriders – Ritter auf heißen Öfen (Knightriders)
- 1982: Creepshow
- 1985: The Ripper
- 1987: Creepshow 2
- 1989: Heartstopper
- 1994: The Demolitionist
- 1996: From Dusk Till Dawn
- 2001: Children of the Living Dead
- 2001: Die Simpsons (The Simpsons, Fernsehserie, Episode 12x11, als er selbst)
- 2002: Ted Bundy
- 2003: Zombiegeddon
- 2003: Vicious
- 2004: Dawn of the Dead
- 2005: Forest of the Damned
- 2005: Land of the Dead
- 2007: Grindhouse (im Teil Planet Terror)
- 2008: Lost Boys 2: The Tribe (Lost Boys: The Tribe)
- 2008: Zack and Miri Make a Porno
- 2010: Machete
- 2012: Django Unchained
- 2012: Vielleicht lieber morgen (The Perks of Being a Wallflower)
- 2013: Machete Kills
- 2016: From Dusk Till Dawn: The Series (Fernsehserie, 7 Episoden)
- 2020: Locke & Key (Fernsehserie, eine Episode)
- 2020: NOS4A2 (Fernsehserie, eine Episode)
- 2024: Terrifier 3

### Als Regisseur
- 1990: Die Rückkehr der Untoten (Night of the Living Dead)
- 2004: Chill Factor: House Call (Kurzfilm)
- 2012: The Theatre Bizzare (Segment „Wet Dreams“)

### Als Maskenbildner
- 1977: Martin
- 1978: Zombie (Dawn of the Dead)
- 1980: Freitag der 13. (Friday the 13th)
- 1980: Maniac
- 1981: Die Augen eines Fremden (Eyes of a stranger)
- 1981: Forke des Todes (The Prowler)
- 1981: Brennende Rache (The Burning)
- 1984: Freitag der 13. – Das letzte Kapitel (Friday the 13th: The Final Chapter)
- 1985: Zombie 2 (Day of the Dead)
- 1993: Aura (Trauma)
- 1993: H.P. Lovecrafts Necronomicon (Necronomicon)
- 2002: Ted Bundy

### Spezialeffekte
- 1978: Zombie
- 1981: Midnight
- 1981: Brennende Rache (The Burning)
- 1982: Creepshow
- 1984: Freitag der 13. – Das letzte Kapitel (Friday the 13th: The Final Chapter)
- 1986: Texas Chainsaw Massacre 2 (The Texas Chainsaw Massacre Part 2)
- 1991: Picking up the Pieces
- 1997: Cutting Moments
- 2005: The Demons 5

## Publikationen
Tom Savini ist der Autor zweier Bücher, die dem Leser anhand von Beispielen aus seinen Filmen Kenntnisse von Make-up-Techniken vermitteln sollen.
- Grande Illusions. A Learn-by-Example Guide to the Art and Technique of Special Make-Up Effects from the Films of Tom Savini. Imagine, Pennsylvania 1983, ISBN 0-911137-00-9.
- Grande Illusions. Book II. Imagine, Pennsylvania 1994, ISBN 0-911137-07-6.